# Baroni
Baroni is een historisch merk van brom- en motorfietsen en triporteurs.
De firmanaam was Officine Meccaniche Moto Baroni.
Dit Italiaanse motorfietsmerk maakte alleen in 1958 een 175cc-viertakt, enkele 50cc-bromfietsen en gemotoriseerde bakfietsen.